# Cmentarz parafialny w Sadownem
Cmentarz parafii św. Jana Chrzciciela w Sadownem lub też cmentarz parafialny w Sadownem, cmentarz w Sadownem – cmentarz rzymskokatolicki znajdujący się we wsi Sadowne w gminie Sadowne, w powiecie węgrowskim, w województwie mazowieckim.
Powstał w 1843 roku. Ujęty jest w ewidencji zabytków. W latach 1931–1932 zbudowano parkan otaczający cmentarz. W 1979 cmentarz został powiększony, a w doprowadzono do niego drogę asfaltową.
Na cmentarzu spoczywają między innymi księża: Piotr Aleksandrowicz (1904–1981), Zbigniew Kazimierz Sobolewski (1963–2025) oraz Marian Zbieć (1928–2023). Na cmentarzu pochowani we wspólnym grobie są także miejscowi organiści Franciszek (zm. 1934) i Józef (zm. 1969) Szabelscy. Na nagrobku rodziny Szabelskich znajduje się także tablica upamiętniająca ks. Edwarda Szabelskiego (1898–1942), kapelan Wojska Polskiego, który zmarł w niemieckim obozie koncentracyjnym KL Dachau. Na cmentarzu spoczywa także siostra pisarki Marii Konopnickiej i nauczyciel Edward Herman (1938–2019), w latach 1978–1991 dyrektor Liceum Ogólnokształcącego im. Władysława Orkana w Sadownem.
Pochowani na cmentarzu zostali także w zbiorowych mogiłach, żołnierze polegli w trakcie polskiej wojny obronnej we wrześniu 1939 roku oraz żołnierze Armii Krajowej. Na cmentarzu znajdują się również dwa groby Nieznanego  Żołnierza.
W 2024 na cmentarzu odsłonięto pomnik ku czci powstańców styczniowych pochodzących z terenu gminy Sadowne.